# Бердичівський державний педагогічний інститут
Бердичівський державний педагогічний інститут — вищий навчальний заклад, що діяв у Бердичеві Житомирської області у 1933—1972 роках. 

## Історія
У 1930 році був створений Інститут соціального виховання, який розмістився в будинку по вулиці Карла Лібкнехта 53/1 (нині – вул. Європейська), перед цим це приміщення займав педагогічний технікум. 
У 1933 році на базі Інститут соціального виховання був створений педагогічний інститут. 
В 1936 році він був реорганізований в учительський інститут, а у  1954 знову реорганізований в педагогічний інститут. 

В 1971 році Бердичівський інститут було розформовано, а його факультети переведені до Житомира та Умані.
У 1973 році в приміщення, яке займав Інститут, повернулось педагогічне училище, яке в 2004 році було реорганізоване в  Бердичівський педагогічний коледж.

## Факультети та відділення
- фізико-математичний;
- природничий;
- підготовки вчителів молодших класів;
- відділення іноземних мов
- заочний відділ.

## Освітня діяльність
Інститут мав добре обладнану навчально-матеріальну базу: лабораторії, майстерні, кабінети, агробіостанцію, гуртожитки, спортивні споруди та ін. Навчально-виробничу практику студенти проходили на підприємствах і в школах міста.
Напередодні німецько-радянської війни в інституті навчалося 500 студентів на стаціонарному та 2700 – на заочному відділеннях.
У 1958 році на всіх факультетах навчалось близько 1 000 студентів, у тому числі 464 заочників. 
За час свого існування ін-т підготував понад 8650 учителів для шкіл УРСР, в тому числі 5102 закінчили інститут заочно.
В різні часи в інституті працювали такі відомі науковці та педагоги: 
П. С. Горностай (на посаді ректора); 
Є. С. Регушевський (декан факультету педагогіки і методики початкової освіти); 
О. Д. Томчук (завідувач кафедри); 
Ю. Д. Крих (завідувач кафедри музики); 
С. Л. Самарський (завідувач кафедри природознавства); 
Г. Г. Богун (керівник краєзнавчого гуртка).

## Відомі випускники
- Борисюк Микола Кіндратович (1919—2014) — радянський військовик, учасник Другої світової війни, почесний громадянин Бердичева, відмінник народної освіти України.
- Коваленко Веніамін Дмитрович (1923—2014) — радянський військовик, учасник Другої світової війни, почесний громадянин Бердичева.
- Милашевська Зоя Матвіївна (1929—1994) — українська письменниця, прозаїк, член Спілки письменників СРСР.
- Трохимчук Степан Максимович (1921—2003) — радянський офіцер, голова колгоспу, політик, депутат Верховної Ради УРСР 8—9-го скликань.